# Xaló
Xaló – gmina w Hiszpanii, w prowincji Alicante, we wspólnocie autonomicznej Walencja, o powierzchni 34,59 km². W 2011 roku liczyła 3301 mieszkańców.